# Баяхметов Дархан Аргингазийович
Дархан Аргингазийович Баяхметов (каз. Дархан Аргынғазыұлы Баяхметов; нар. 21 серпня 1985, село Урджар, Урджарський район, Семипалатинська область, Казахська РСР, СРСР (нині Східноказахстанська область, Казахстан)) — казахський борець греко-римського стилю, чемпіон та разовий бронзовий призер чемпіонатів Азії, срібний призер Азійських ігор, володар Кубку світу, учасник двох Олімпійських ігор. Майстер спорту Казахстану міжнародного класу з греко-римської боротьби.

## Життєпис
Боротьбою почав займатися з 1997 року.
Виступав за спортивне товариство «Динамо» Казахстан. Тренери — Боранбек Кониратов, Даурен Баяхметов.

## Спортивні результати на міжнародних змаганнях

### Виступи на Олімпіадах
| Змагання                    | Збірна    | Вагова категорія                 | Місце |
| --------------------------- | --------- | -------------------------------- | ----- |
| Літні Олімпійські ігри 2008 | Казахстан | греко-римська боротьба, до 66 кг | 5     |
| Літні Олімпійські ігри 2012 | Казахстан | греко-римська боротьба, до 66 кг | 9     |

### Виступи на Чемпіонатах світу
| Змагання                        | Збірна    | Вагова категорія                 | Місце! |
| ------------------------------- | --------- | -------------------------------- | ------ |
| Чемпіонат світу з боротьби 2007 | Казахстан | греко-римська боротьба, до 66 кг | 8      |
| Чемпіонат світу з боротьби 2009 | Казахстан | греко-римська боротьба, до 66 кг | 10     |
| Чемпіонат світу з боротьби 2010 | Казахстан | греко-римська боротьба, до 66 кг | 12     |
| Чемпіонат світу з боротьби 2011 | Казахстан | греко-римська боротьба, до 66 кг | 11     |
| Чемпіонат світу з боротьби 2015 | Казахстан | греко-римська боротьба, до 71 кг | 10     |

### Виступи на Чемпіонатах Азії
| Змагання                       | Збірна    | Вагова категорія                 | Місце  |
| ------------------------------ | --------- | -------------------------------- | ------ |
| Чемпіонат Азії з боротьби 2008 | Казахстан | греко-римська боротьба, до 66 кг | 9      |
| Чемпіонат Азії з боротьби 2009 | Казахстан | греко-римська боротьба, до 66 кг | Золото |
| Чемпіонат Азії з боротьби 2016 | Казахстан | греко-римська боротьба, до 71 кг | Бронза |

### Виступи на Азійських іграх
| Змагання           | Збірна    | Вагова категорія                 | Місце  |
| ------------------ | --------- | -------------------------------- | ------ |
| Азійські ігри 2010 | Казахстан | греко-римська боротьба, до 66 кг | Срібло |

### Виступи на Кубках світу
| Змагання                    | Збірна    | Вагова категорія                 | Місце  |
| --------------------------- | --------- | -------------------------------- | ------ |
| Кубок світу з боротьби 2009 | Казахстан | греко-римська боротьба, до 66 кг | Золото |
| Кубок світу з боротьби 2011 | Казахстан | греко-римська боротьба, до 66 кг | 5      |
| Кубок світу з боротьби 2016 | Казахстан | греко-римська боротьба, до 75 кг | 4      |
| Кубок світу з боротьби 2016 | Казахстан | греко-римська боротьба, до 71 кг | 4      |

### Виступи на інших змаганнях
| Змагання                                                     | Збірна    | Вагова категорія                 | Місце  |
| ------------------------------------------------------------ | --------- | -------------------------------- | ------ |
| Золотий Гран-прі з боротьби 2010 (Тбілісі)                   | Казахстан | греко-римська боротьба, до 66 кг | Бронза |
| Золотий Гран-прі з боротьби 2010 (Баку)                      | Казахстан | греко-римська боротьба, до 66 кг | Бронза |
| Золотий Гран-прі з боротьби 2011 (Сомбатгей)                 | Казахстан | греко-римська боротьба, до 66 кг | Золото |
| Кубок Президента Казахстану з боротьби 2011                  | Казахстан | греко-римська боротьба, до 66 кг | Срібло |
| Золотий Гран-прі з боротьби 2011 (Баку)                      | Казахстан | греко-римська боротьба, до 66 кг | Бронза |
| Золотий Гран-прі з боротьби 2012 (Стамбул)                   | Казахстан | греко-римська боротьба, до 66 кг | 18     |
| Кубок Ядегара Імама 2012                                     | Казахстан | греко-римська боротьба, до 66 кг | 10     |
| Олімпійський кваліфікаційний турнір з боротьби 2012 (Астана) | Казахстан | греко-римська боротьба, до 66 кг | Золото |
| Турнір Вехбі Емре і Гаміта Каплана 2015                      | Казахстан | греко-римська боротьба, до 71 кг | 14     |
| Кубок Президента Казахстану з боротьби 2015                  | Казахстан | греко-римська боротьба, до 71 кг | Срібло |
| Всесвітні ігри військовослужбовців 2015                      | Казахстан | греко-римська боротьба, до 71 кг | 7      |
| Золотий Гран-прі з боротьби 2015                             | Казахстан | греко-римська боротьба, до 75 кг | 11     |
| Чемпіонат світу з боротьби серед військовослужбовців 2016    | Казахстан | греко-римська боротьба, до 71 кг | 5      |
| Золотий Гран-прі з боротьби 2016                             | Казахстан | греко-римська боротьба, до 71 кг | 9      |